# Abdalonymos
Abdalonymos (zm. 312 p.n.e.) – król Sydonu.
Na początku 332 r. p.n.e. armia Aleksandra Wielkiego zajęła Sydon. Jego król Abdaszart II (lub III) nie zdobył zaufania władcy Macedonii, gdyż objął władzę z nadania perskiego po stłumieniu powstania przeciw Artakserksesowi III. Aleksander polecił pozbawić go władzy i zapewne również zabić. Król Macedonii rozkazał Hefajstionowi znaleźć kandydata na nowego monarchę Sydonu. Mieszkańcy miasta wskazali wówczas żyjącego ubogo ogrodnika Abdalonymosa, który był jedynym męskim przedstawicielem rodziny królewskiej. Urzędnicy i żołnierze macedońscy zastali ogrodnika przy pracy, zaprowadzili do Aleksandra Wielkiego. Abdalonymos został królem i organizował dla macedońskiego monarchy polowania na lwy w górach Libanu.
Abdalonymos poległ najprawdopodobniej w bitwie pod Gazą w 312 p.n.e. Dla niego wykonano sarkofag Aleksandra odnaleziony w Sydonie, który obecnie jest przechowywany w Muzeum Archeologicznym w Stambule.